# Joanna Górzyńska-Szymczak
Joanna Górzyńska-Szymczak (ur. 4 marca 1982) – polska koszykarka występująca na pozycjach silnej skrzydłowej lub środkowej.
22 lipca 2011 została zawodniczką Artego Bydgoszcz. 3 lipca 2013 dołączyła do Centrum Wzgórze Riviery Gdynia.

## Osiągnięcia

### Drużynowe
- Mistrzyni Polski (2001)[3]
- Awans do PLKK z ROW Rybnik (2007)[3]